# Tierra firme (novela)
Tierra firme es un libro de la escritora Matilde Asensi, publicado por la editorial Planeta en 2007. Es el primer libro de la trilogía La vida extraordinaria de Martín Ojo de Plata. El género del libro se puede encuadrar entre la 'novela histórica y juvenil.

## Reseña
Mar Caribe, 1598. Tras sobrevivir a un abordaje pirata, que acaba con la vida de toda la tripulación, la joven Catalina Solís, exhausta y abatida por el brutal asesinato de su hermano durante el ataque, alcanza finalmente una isla. Después de dos años de penurias y adversidades, un navío arriba a la costa del islote. El maestre del barco decide adoptarla, y presentarla como un hijo mestizo desconocido hasta entonces para él.
A partir de ese momento, convertida en Martín Nevares, Catalina descubrirá la libertad y la lealtad en un Nuevo Mundo repleto de peligrosos contrabandistas, corsarios y extorsionadores. La historia concluye en Venganza en Sevilla y La conjura de Cortés.

## Resumen
SITUACIÓN EN EL CARIBE (1598)
Había piratas, de entre los que destacaba el inglés Francis Drake, traficantes de mercaderías y de esclavos. Cartagena de Indias era el puerto más importante de Las Indias. Este periodo se conoce en la historia de España como el Siglo de Oro, porque se consiguió una auténtica fortuna de oro y plata extraídos de Las Indias y con ello un mayor desarrollo del arte y las ciencias. Reinaba Felipe III. Debido a su poderío económico, aunque ya comenzaba cierto declive, España era capaz de mantener enfrentamientos contra Inglaterra, Francia y Países Bajos. No obstante, desde entonces se trató de poner fin a tanto conflicto, firmando varios acuerdos de paz.
ORIGEN
Catalina Solís tiene 16 años y es natural de Toledo. Su hermano, de 14, es Martín Solís. Sus padres Pedro Solís y Jerónima Pascual murieron. Su padre por enfermedad en un calabozo de la Inquisición, denunciado por el ama Dorotea de Catalina por leer libros herejes, entre ellos el Lazarillo de Tormes. Su madre se suicidó posteriormente, no sin antes asegurar el futuro de sus hijos mandándolos a Tierra Firme, más concretamente a Isla Margarita, con su tío quien a cambio pedía que Catalina se casara por poderes con el hijo de su compadre, con quien mantenía un negocio de latonería. La pega estaba en que, sin ellos saberlo, el futuro esposo tenía cuerpo de hombre y cabeza de niño, fruto de un accidente.
CÓMO LLEGÓ AL NUEVO MUNDO
Los hermanos embarcan en Sevilla en una galera de la flota militar Los Galeones con destino a Catargena de Indias. Es 1598. Pero antes de llegar un barco pirata inglés ataca la galera donde iba Catalina y el resto de la flota huye sin socorrerlos. Como resultado del ataque, Martín muere delante de su hermana y ella es arrojada al mar por su ama con las ropas de su hermano para protegerla. Después de unos días flotando a la deriva sobre una mesa de madera, arriba a una isla desierta donde sobrevive sola durante dos años. Tras ese tiempo es encontrada por Esteban Nevares, un comerciante anciano dueño y maestre del jabeque llamado La Chacona. Él escucha toda su historia y casualmente conoce a su tío y la situación que le espera a Catalina si llega a Isla Margarita. Así pues, se compadece de ella y la adopta pero la hace pasar por un muchacho, Martín Nevares.
PADRES ADOPTIVOS
Esteban Nevares está emparejado con María Chacón quien, además de ser copropietaria del jabeque de Esteban, es la dueña de la mancebía más famosa del Caribe, situada en Santa Marta. Acepta a Martín, aunque se da cuenta de que es una chica, y le exige que trabaje como todo el mundo.
APRENDIZAJE
En casa de María, Martín inicia su aprendizaje tanto de las letras con el marinero murciano Lucas Urbina, como de las artes de las armas con el marinero granadino Mateo Quesada. También aprende a montar a caballo.
PROBLEMA DEL PADRE
Todo parecía ir bien, pero el hecho de que su padre continuara trabajando a pesar de su avanzada edad escamaba a Martín. Averiguó que había contraído una gran deuda con Melchor de Osuna. Este había firmado un trato con Esteban que consistía en que le tenía que vender una serie de mercaderías, a sabiendas de que no llegarían con la flota española, y que si no cumplía perdería todos sus bienes. Al no poder cumplirlo, lo perdió todo, pero Melchor fue “generoso” y le ofreció como trato un usufructo de los bienes a cambio de cuatro pagos anuales de una importante cantidad de dinero de por vida. ¿Cómo sabía el tramposo de Melchor que no llegarían las mercaderías? Pues
porque era primo de Diego y Arias Curvos', los mercaderes más fuertes de Tierra Firme, quienes tenían un hermano en Sevilla, Fernando, poseedor de una casa de comercio y cargador para las Indias, casado con la hija del más rico y poderoso banquero de Sevilla. Este los tenía al tanto de todas las transacciones que se llevarían a cabo y Melchor se beneficiaba también de esa información. La deuda adquirida con Melchor, hizo a su padre dedicarse al contrabando de armas.
EL REY BENKOS BIOHÓ
Antiguo esclavo africano, autoproclamado rey de los cimarrones, plantó cara al contrabando de esclavos, llegando a las armas. Los cimarrones son esclavos negros que huían en busca de la libertad. Era amigo de Esteban, quien se mostraba en contra de la esclavitud. Finalmente, Benkos logra firmar un acuerdo de paz por el que se legalizaban los palenques, lugar donde se refugiaban los esclavos fugitivos, se liberaba a los esclavos huidos y se le permite vestir como noble español. A cambio, dejaría de autoproclamarse rey. Su hijo se llamaba Sando y era amigo de Martín.
PLAN QUE SOLUCIONÓ EL PROBLEMA DEL PADRE
Martín, con ayuda de María, preparó un plan que acabó con la deuda del padre. Con la ayuda de los cimarrones, aparentaron que Melchor había secuestrado a Esteban, para meter a las autoridades de por medio. Esto, y la insistencia de Martín, sirvió para movilizar a comerciantes amigos del padre así como a parte de la población de Cartagena. Además, chantajeó a los Curvos, quienes tenían un cuarto hermano, que también vivía en Cartagena y que pretendía casarse con una muchacha de familia muy poderosa. Pero a cambio su futura suegra le había pedido un certificado de limpieza de sangre y de hidalguía. Como los Curvos tenían orígenes judíos y habían llegado a donde estaban por astucia, pretendían falsificarlo. Martín les amenazó con publicar esta información, que la descubrió con la ayuda de Benkos y del antiguo mozo de cámara de Arias. A cambio los Curvos expulsaron a Melchor de las Indias y Esteban recuperó sus bienes.
NUEVA VIDA
1605. Martín – Catalina - tenía ya 23 años. Hacía poco se había enterado de que su marido, su tío y el compadre de éste habían muerto, lo que la había hecho heredera de la latonería en Margarita. Por otro lado, su padre se retiraba del comercio y deseaba que Martín fuera el nuevo maestre de la Chacona y que conservara el noble linaje de los Nevares. Además, Catalina había recuperado un tesoro que había oculto en la isla desierta donde vivió durante 2 años. Así pues, Martín Nevares – Catalina Solís decidió mantener las dos identidades, para satisfacer a su padre y para sí misma (como heredera del negocio de su marido). Lo que no sabía era que sería famosa doblemente.

## Personajes
Catalina Solís o Martín Nevares. Protagonista principal y que relata en primera persona.
Esteban Nevares. Padre adoptivo de Catalina y mercader que encuentra a Catalina Solís para darle su nueva identidad.
María Chacón. Esposa de Esteban Nevares.
Rodrigo. Marinero de Soria, fiel a la familia Nevares.
Lucas Urbina Marinero de Murcia, maestro de Martín en los ratos libres.
Guacoa. Nativo, conductor de la nao.
Mateo Quesada de Granada, Negro Tomé, Antón Mulato, Jayuheibo, Miguel (cocinero) y los grumetes Juanillo y Nicolasito. Resto de la tripulación de la Chacona.
Melchor de Osuna. Comerciante de Cartagena que engaño a Esteban quedándose con todos sus bienes. Primo de los Curvos.
Diego y Arias Curvo. Mercaderes más potentes de Tierra Firme.
Rey Benkos Biohó. Esclavo africano, autollamado rey de los cimarrones, que se convirtió en buen amigo de la familia Nevares.
Sando. Hijo del rey Benkos y gran amigo de Martín.
Moucheron. Jefe de los holandeses con los que intercambiaban tabaco por armas.
Juan de Cuba y Cristóbal Aguilera. Amigos de Esteban, mercader y tendero respectivamente de Cartagena de Indias.

## Sobre la autora: Matilde Asensi
Matilde Asensi Carratalá (Alicante, 12 de junio de 1962)1 es una periodista y escritora española, que se dedica principalmente a la novela histórica y de aventuras.
Estudió periodismo en la Universidad Autónoma de Barcelona. Trabajó durante tres años en los informativos de Radio Alicante-SER, después pasó a Radio Nacional de España (RNE) como responsable de los informativos locales y provinciales, ejerciendo simultáneamente como corresponsal de la agencia EFE, y colaborando en los diarios provinciales La Verdad e Información.
En 2007, salió Tierra firme, el primer libro de la trilogía de Asensi, Martín Ojo de Plata, en donde la protagonista es Catalina Solís, una intrépida española que después de lograr escapar de una asalto pirata cuando se dirigía al Caribe comienza una nueva vida bajo el nombre de Martín Nevares. La segunda novela de esta serie, Venganza en Sevilla, fue publicada en 2010 y al año siguiente aparecieron ambas en un libro bajo el título Martín Ojo de Plata. La última parte de la trilogía se publicó en junio de 2012 con el título La conjura de Cortés.